# Бриллиантовый жёлтый
Бриллиантовый жёлтый (он же Яркий жёлтый, Brilliant Yellow, CI 24890, Direct Yellow 4) — брутто-формула C26H18N4Na2O8S2, CAS-номер 3051-11-4 (динатриевая соль по сульфогруппам) — прямой дис-азокраситель — производное диамина с разобщёнными азогруппами.
Благодаря своим свойствам, ценности и прочности, считается одним из важнейших красителей на основе стильбена. Может использоваться в качестве кислотно-основного индикатора. В щелочной среде жёлтый цвет красителя углубляется через оранжевый до красного при pH 6,4 → 8,0.

## Получение
4,4'-диаминостильбен-2,2'-дисульфокислоту диазотируют нитритом натрия в избытке соляной кислоты при 20—25 °C, после чего при температуре ниже 10 °C сочетают с фенолом в присутствии соды.
Дальнейшим этилированием окси-групп в автоклаве этилхлоридом может быть получен прямой краситель золотисто-жёлтого цвета Хризофенин.

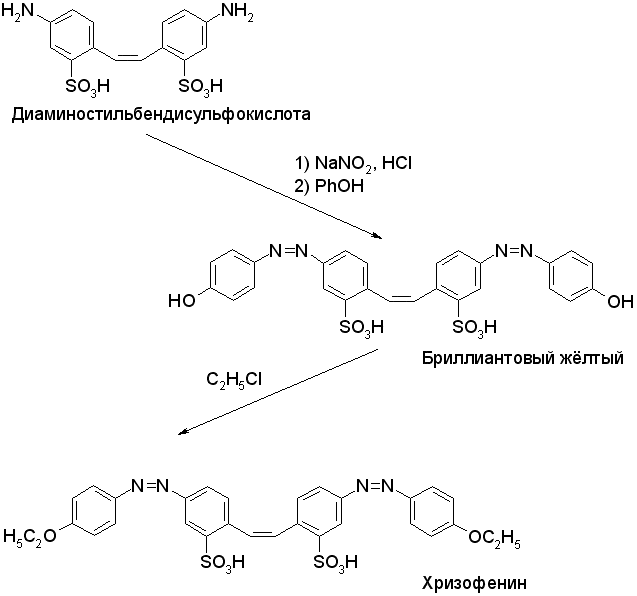
Схема получения Бриллиантового жёлтого

## Особенности строения
Виниленовая группа —CH=CH— обеспечивает значительное разобщение связываемых через неё систем сопряжённых двойных связей, поэтому оттенки стильбеновых красителей превосходят по чистоте и яркости красители на основе бензидина. В данном случае в симметричном красителе две идентичные независимые хромофорные системы отвечают за интенсивную жёлтую окраску.
Удвоение размера молекулы по сравнению с воображаемым красителем, характеризующимся аналогичной независимой хромофорной системой (полученного сочетанием диазотированной толуидинсульфокислоты с фенолом), обеспечивает повышенную стойкость красителя и получаемых с его помощью окрасок к свету и другим воздействиям.
Несмотря на то, что краситель обладает субстантивностью (сродством к целлюлозным волокнам), Бриллиантовый жёлтый, в отличие от Хризофенина, не находит широкого применения в текстильной промышленности, в связи с чувствительностью к pH.